# أم رويس
أُمَ رُوَيْس أو الجَرَبِيَّة  أو زهرة الجَرَب أو كعب الغزال  أو إسْكَبْيُوْزَة أو جزيئة زهرة الجرب (في إشارة إلى استخدام النبتة علاجًا للجرب في القرون الوسطى في أوروبا) (الاسم العلمي: Scabiosa)، جنس نباتات مُزهرة من فصيلة الخمانية. أنواعه 13، أعطانها الأصلية في أسيا وإفريقيا.

## الأنواع
من أنواعها:
- جربية بستانية
- جربية ورد الحمام
- جربية نجمية